# Scrancia danieli
Scrancia danieli är en fjärilsart som beskrevs av Sergius G. Kiriakoff 1962. Scrancia danieli ingår i släktet Scrancia och familjen tandspinnare. Inga underarter finns listade.